# Šiptar
Šiptar (množné číslo šiptaři, srbsky v cyrilici шиптар, шиптари, v latince šiptar, šiptari) je označení v srbochorvatském i makedonském jazyce pro příslušníka albánské národnosti.
Původem je ze samotné albánštiny, ve které se Albánci sami označují termíny Shqiptar, Shqiptarët. Během partyzánského boje za druhé světové války byl přejat termín do jihoslovanských jazyků, aby se používal namísto původního etnonymu Arnauti, či Arbanasi, rozšířeného během existence království Jugoslávie. Postupem však získal výraz víceméně negativní nádech a bývá užíván jako označení hanlivé. V oficiálním jazyce se proto od 60. let 20. století začalo používat neutrální označení Albánci (dnes společné ohromnému množství jazyků). V současné době je výraz rozšířen velmi často mezi anti-albánskými silami, tj. sympatizanty nacionalistů a krajní pravice a také mezi staršími lidmi, kteří jej používají ze zvyku.
V roce 2009 vypukl v Makedonii skandál, když makedonská encyklopedie uveřejnila článek o Albáncích, označených ovšem jako "šiptari", či "planinci" (lidé z hor).